# Queve
Der Queve oder Cuvo ist ein Fluss in Angola.

## Verlauf
Er entspringt 30 km östlich der Stadt Huambo. Es ist im selben Gebiet wie die Quellen des Okawango, Kunene und des Cutato. Der Fluss verläuft in nordwestlicher Richtung und mündet etwa 12 km südlich von Porto Amboim in den Atlantik. Der Queve hat ein relativ schmales Einzugsgebiet. Mit Ausnahme des Cuvira sind alle seine Nebenflüsse sehr kurz.